# Csound
Csound — язык программирования для работы со звуком. Программа-компилятор Csound написана на языке C и распространяется под лицензией GNU LGPL. Создатель — Барри Веркоу (Barry Vercoe), сотрудник Массачусетского технологического института и композитор.
Основные области применения Csound — синтез звука и обработка звуковых сигналов. Благодаря открытости исходных кодов программа портирована на большое количество платформ, в том числе Microsoft Windows и GNU/Linux.
По языку программирования Csound с периодичностью в два года проходит специализированная международная конференция. Первая International Csound Conference проходила в Ганновере (Германия) в 2011 году, вторая — в Музыкальном колледже Беркли (Бостон, США) в 2013. Третья конференция прошла в России, в Санкт-Петербургском государственном университете телекоммуникаций им. проф. М. А. Бонч-Бруевича. Четвертая конференция состоялась в Монтевидео, Уругвай осенью 2017 года.